# 497 г. пр.н.е.

## Събития

### В Азия

#### В Персийската империя
- Цар на Персийската (Ахеменидска) империя e Дарий I (522 – 486 г. пр.н.е.).[1]
- Йонийско въстание:
  - Персийците започват мащабно настъпление срещу въстаниците. Персийски флот състоящ се от финикийски кораби стоварва голяма войска на остров Кипър. След тежка битка, в която част от гърците дезертират, персийците завладяват острова, но претърпяват неуспех в морско сражение с йонийския флот. Водачът на въстанието на острова Онесил загива в битката.[2]
  - В Мала Азия действат три персийски войски. Първата войска, командвана от Даврис (Daurises) завлядява пет града около Хелеспонта, в опит за да възстанови сухоземната връзка със северното егейско крайбрежие. Втората войска атакува крайбрежието на Мраморно море. Третата войска, под началството на Отан и Артаферн, започва покоряването на Еолида и Йония с превземането на Клазомен и Кимa.[3]
  - Даврис извършва дълъг поход на юг с войската си, за да покори въстанала Кария. В битка при река Меандър той нанася поражение на карийците, които успяват да се прегрупират с помощта на сили от Милет, но скоро са победени за втори път.[4]
  - Опасявaйки се, че позициите на въстаниците стават трудно удържими, Аристагор събира привържениците си в Милет и обявява намерението си да ги поведе към Сардиния или в колонията Миркинос, която е основа от неговия тъст Хистией. След обсъждане е решено да се оттеглят в Миркинос, но тук Аристагор и много от последователите му загиват в битка с тракийско племе.[5]
- Дарий посещава Египет за трети последен път, за да открие построения по негово нареждане канал свързващ Нил с Червено море.[6]

### В Европа

#### В Римската република
- Консули (497/496 г.пр.н.е.) са Авъл Семпроний Атрацин и Марк Минуций Авгурин.
- Една от често сочените години за освещаването (17 декември) на храма на Сатурн на Римския форум.[7]

#### В Атина
- Архий е архонт в Атина (497/496 г. пр.н.е.).

## Починали
- Аристагор – тиран на Милет, подбудител и водач на Йонийското въстание
- Онесил – водач на въстанието в Кипър